# 3 de 9 amb folre
|  | Per a altres significats, vegeu «3 de 9 sense folre». |

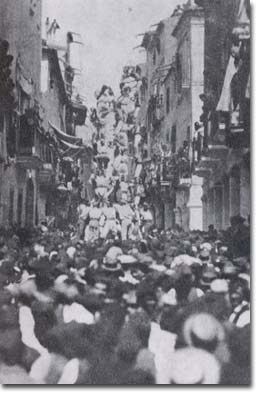
Dos 3 de 9 amb folre simultanis fets per les dues colles de Xiquets de Valls a Vilafranca del Penedès (1862)

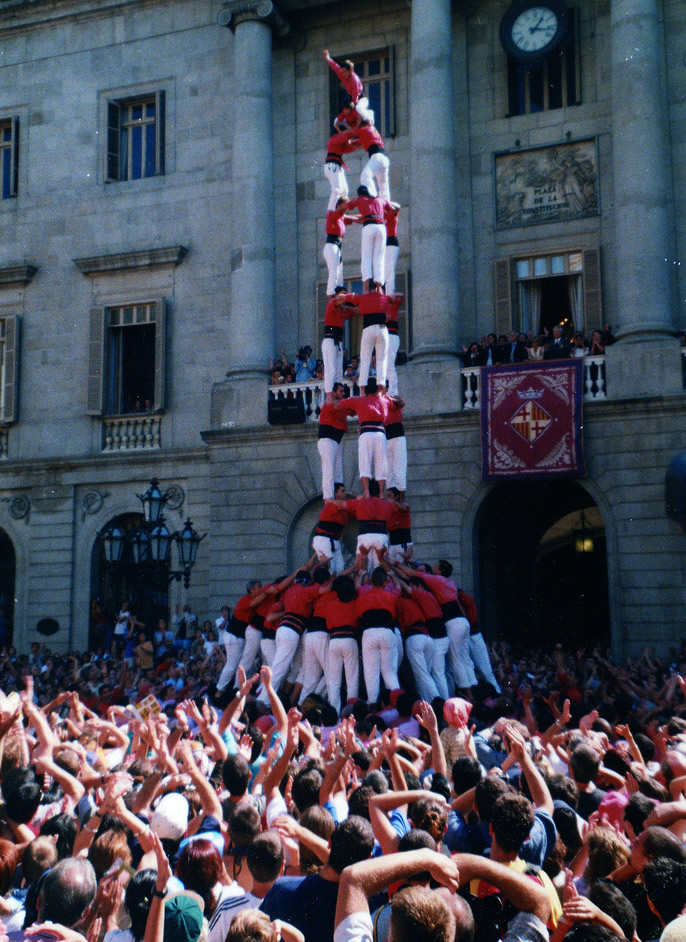
Primer 3 de 9 amb folre descarregat dels Castellers de Barcelona

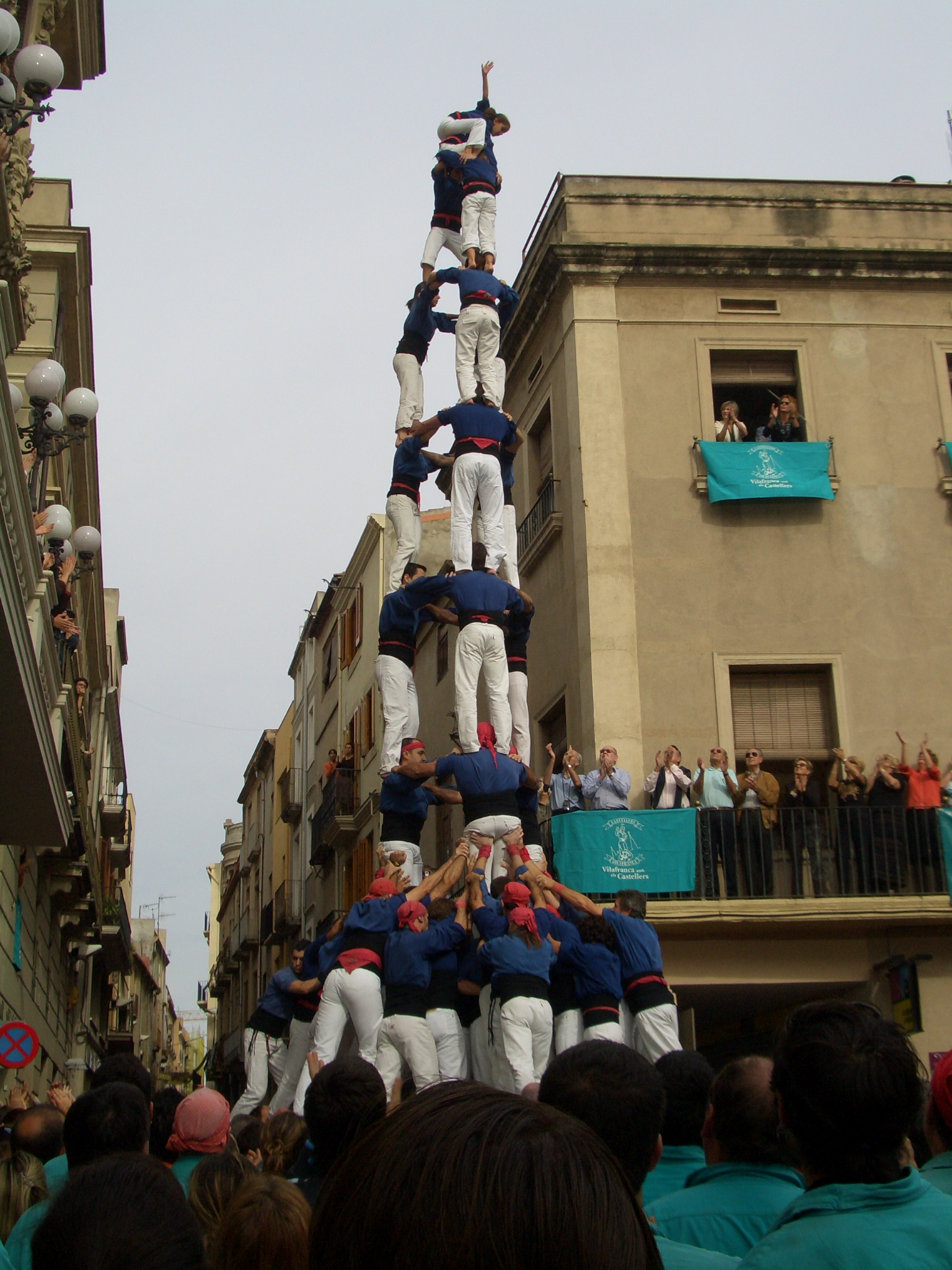
3 de 9 amb folre dels Capgrossos de Mataró

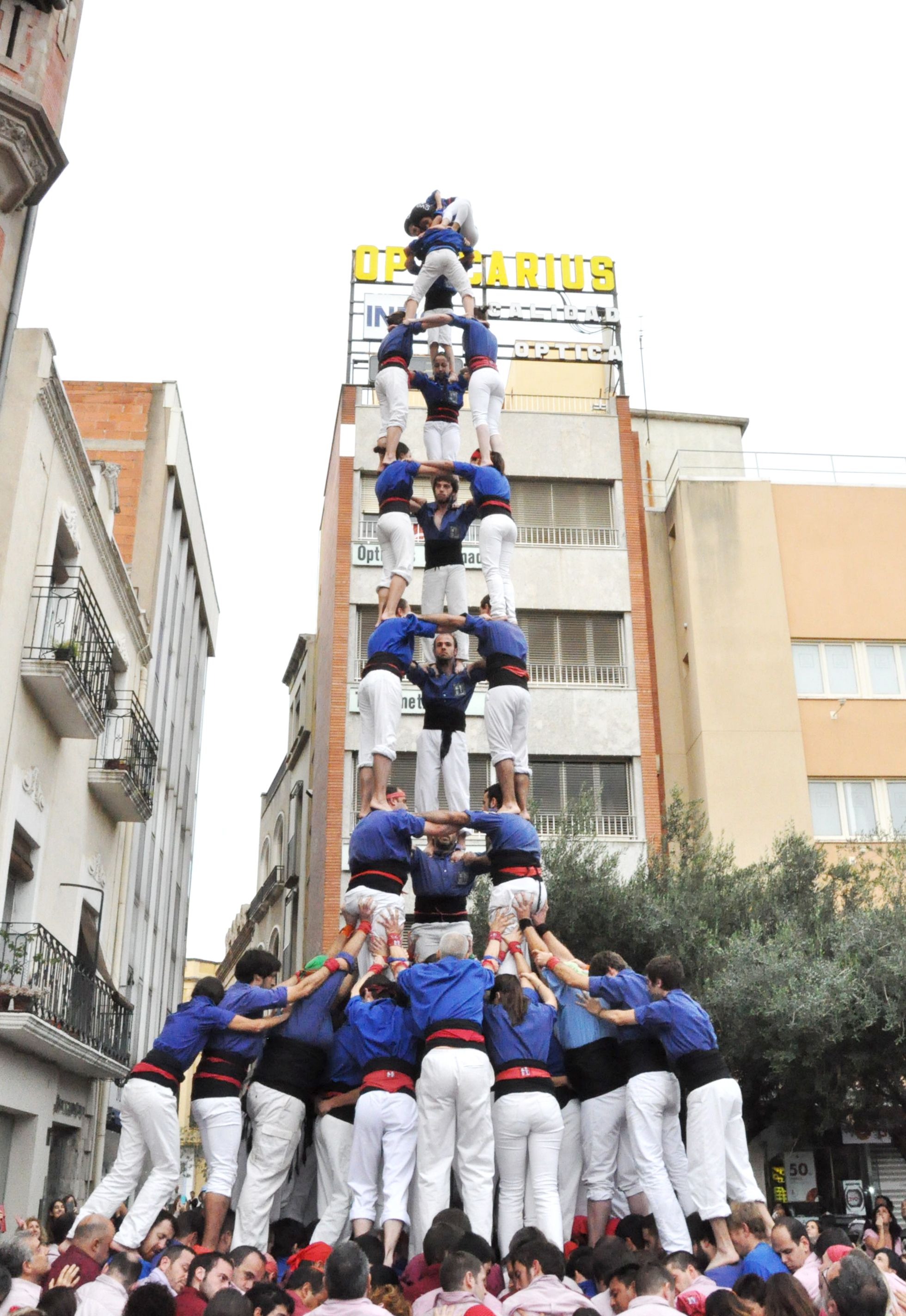
3 de 9 amb folre dels Castellers de la Vila de Gràcia a Granollers

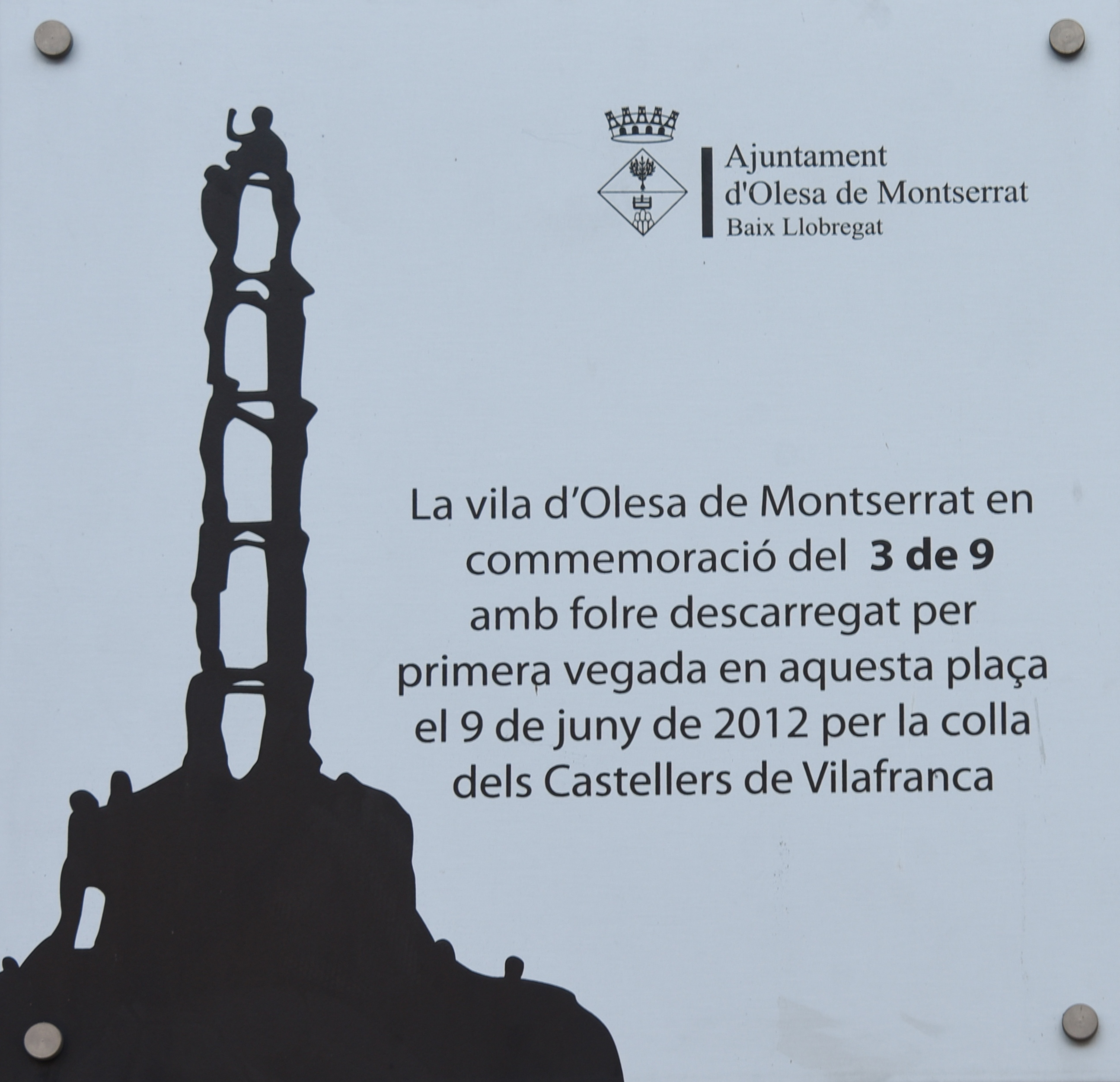
Olesa de Montserrat

El 3 de 9 amb folre és un castell 9 pisos d'alçada i 3 persones per pis en el seu tronc, reforçat en el pis de segons pel folre. El pom de dalt el formen, com en la majoria de castells, una parella de dosos, un aixecador i un enxaneta.
Juntament amb el 4 de 9 amb folre i el 5 de 8, el 3 de 9 amb folre conforma una actuació simbòlicament important, que rep el nom de "tripleta màgica" o senzillament tripleta, per la seva dificultat.

## Història

### Primera època d'or
Aquest castell es podia veure en la segona meitat del segle xix, durant l'anomenada primera època d'or. El primer intent d'aquest castell s'havia fet a Valls el 1845, i no va ser fins un any més tard que es va carregar. El 24 de setembre de 1851 va ser descarregat per la Colla de la Roser de Valls a Tarragona, per Santa Tecla, i el tornaren a descarregar el 24 de juny de 1852, a Valls, i el 5 d'agost de 1852 a Vilanova i la Geltrú. Fou assolit en més ocasions en la segona meitat del segle xix per les dues colles de Valls i posteriorment es perdé fins que es recuperà en la dècada de 1980 per aquestes mateixes colles.

### Segona època d'or
En la diada de Santa Úrsula de l'any 1982, celebrada el 24 d'octubre, la Colla Vella dels Xiquets de Valls el carregà per primera vegada en el segle xx. El primer 3 de 9 amb folre descarregat del segle xx fou obra de la Colla Joves Xiquets de Valls que el completà el 26 d'octubre de 1986, en la diada de Santa Úrsula.
Els primers 3 de 9 amb folre realitzats fora dels Països Catalans van ser descarregats per la Colla Vella dels Xiquets de Valls, el 30 de maig de 2010 a Hangzhou, Xina, i pels Castellers de Vilafranca, el 22 d'agost de 2011 a Thane, Índia.

## Colles

### Assolit
Actualment hi ha 20 colles castelleres que han aconseguit carregar el 3 de 9 amb folre, de les quals 19 l'han descarregat i els Castellers de Terrassa que només l'han pogut carregar. Hi ha cinc colles que han descarregat el 3 de 9 amb folre al primer intent: La Colla Joves Xiquets de Valls, la Colla Jove Xiquets de Tarragona, els Nens del Vendrell, els Xiquets de Hangzhou i els Moixiganguers d'Igualada. La taula següent mostra la data, diada i plaça en què les colles el carregaren i/o descarregaren per primera vegada al segle xx o XXI:
| Núm. | Colla                             | Carregat         | Diada                                  | Plaça                                    | Descarregat      | Diada                                   | Plaça                                    |
| ---- | --------------------------------- | ---------------- | -------------------------------------- | ---------------------------------------- | ---------------- | --------------------------------------- | ---------------------------------------- |
| 1    | Colla Joves Xiquets de Valls      | 26 octubre 1986  | Diada de Santa Úrsula                  | Plaça del Blat de Valls                  | 26 octubre 1986  | Diada de Santa Úrsula                   | Plaça del Blat de Valls                  |
| 2    | Colla Vella dels Xiquets de Valls | 24 octubre 1982  | Diada de Santa Úrsula                  | Plaça del Blat de Valls                  | 23 octubre 1988  | Diada de Santa Úrsula                   | Plaça del Blat de Valls                  |
| 3    | Castellers de Vilafranca          | 31 agost 1987    | Diada de Sant Ramon                    | Plaça de la Vila, Vilafranca del Penedès | 30 agost 1989    | Diada de Sant Fèlix                     | Plaça de la Vila, Vilafranca del Penedès |
| 4    | Minyons de Terrassa               | 20 novembre 1988 | X Diada dels Minyons de Terrassa       | Raval de Montserrat, Terrassa            | 19 novembre 1989 | XI Diada dels Minyons de Terrassa       | Raval de Montserrat, Terrassa            |
| 5    | Colla Jove Xiquets de Tarragona   | 19 agost 1994    | Diada de Sant Magí                     | Tarragona                                | 19 agost 1994    | Diada de Sant Magí                      | Tarragona                                |
| 6    | Xiquets de Reus                   | 10 agost 1996    | XV Aniversari dels Xiquets de Reus     | Plaça del Mercadal, Reus                 | 6 octubre 1996   | XVI Concurs de castells de Tarragona    | Plaça de Braus, Tarragona                |
| 7    | Xiquets de Tarragona              | 4 octubre 1998   | XVII Concurs de castells de Tarragona  | Plaça de Braus, Tarragona                | 23 setembre 1999 | Diada de Santa Tecla                    | Plaça de la Font, Tarragona              |
| 8    | Bordegassos de Vilanova           | 1 agost 1999     | Diada de Festa Major                   | Vilanova i la Geltrú                     | 24 setembre 1999 | Diada de la Mercè                       | Plaça de Sant Jaume, Barcelona           |
| 9    | Castellers de Barcelona           | 19 novembre 2000 | XXII Diada dels Minyons de Terrassa    | Raval de Montserrat, Terrassa            | 23 setembre 2001 | Diada de la Mercè                       | Plaça de Sant Jaume, Barcelona           |
| 10   | Capgrossos de Mataró              | 21 juliol 2002   | Diada de les Santes                    | Mataró                                   | 6 octubre 2002   | XIX Concurs de castells de Tarragona    | Plaça de Braus, Tarragona                |
| 11   | Castellers de Sants               | 5 octubre 2008   | XXII Concurs de castells de Tarragona  | Plaça de Braus, Tarragona                | 19 octubre 2008  | XVI Diada dels Castellers de Sants      | Plaça de Bonet i Moixí, Sants, Barcelona |
| 12   | Castellers de la Vila de Gràcia   | 27 octubre 2013  | Diada del Roser                        | Plaça de la Vila, Vilafranca del Penedès | 10 novembre 2013 | XXII Diada dels Xics de Granollers      | Plaça Porxada, Granollers                |
| 13   | Castellers de Sabadell            | 5 octubre 2014   | XXV Concurs de castells de Tarragona   | Tarragona                                | 26 octubre 2014  | 21ena Diada dels Castellers de Sabadell | Plaça de Sant Roc, Sabadell              |
| 14   | Nens del Vendrell                 | 11 octubre 2015  | Diada de Santa Teresa                  | Plaça Vella, El Vendrell                 | 11 octubre 2015  | Diada de Santa Teresa                   | Plaça Vella, El Vendrell                 |
| 15   | Xicots de Vilafranca              | 29 agost 2015    | Diada de Vigília de Sant Fèlix         | Plaça de la Vila, Vilafranca del Penedès | 29 agost 2016    | Diada de Vigília de Sant Fèlix          | Plaça de la Vila, Vilafranca del Penedès |
| 16   | Xiquets de Hangzhou               | 1 octubre 2016   | XXVI Concurs de castells de Tarragona  | Tarraco Arena Plaça, Tarragona           | 1 octubre 2016   | XXVI Concurs de castells de Tarragona   | Tarraco Arena Plaça, Tarragona           |
| 17   | Marrecs de Salt                   | 23 juliol 2017   | Diada de Sant Jaume de Salt            | Plaça Lluís Companys, Salt               | 23 juliol 2017   | Diada de Sant Jaume de Salt             | Plaça Lluís Companys, Salt               |
| 18   | Castellers de Sant Cugat          | 21 octubre 2017  | Diada de l'Esperidió                   | Pla de la Seu, Tarragona                 | 28 octubre 2017  | Diada de la Festa de la Tardor          | Plaça d'Octavià, Sant Cugat del Vallès   |
| 19   | Moixiganguers d'Igualada          | 6 octubre 2018   | XXVII Concurs de castells de Tarragona | Tarraco Arena Plaça Tarragona            | 6 octubre 2018   | XXVII Concurs de castells de Tarragona  | Tarraco Arena Plaça Tarragona            |
| 20   | Castellers de Terrassa            | 5 novembre 1995  | XVI Diada dels Castellers de Terrassa  | Raval de Montserrat, Terrassa            | No descarregat   | No descarregat                          | No descarregat                           |

### No assolit
Actualment hi ha una colla castellera que ha intentat el 3 de 9 amb folre, és a dir, que l'ha assajat i portat a plaça però que no l'ha carregat mai. La taula següent mostra la data, diada i plaça en què la colla l'intentà per primera vegada:
| Núm. | Colla                | Intent          | Diada               | Plaça                                    |
| ---- | -------------------- | --------------- | ------------------- | ---------------------------------------- |
| 1    | Castellers de Lleida | 1 novembre 2010 | Diada de Tots Sants | Plaça de la Vila, Vilafranca del Penedès |

## Estadística
| Resultat              |
| --------------------- |
| Descarregat (D)       |
| Carregat (C)          |
| Intent (I)            |
| Intent desmuntat (ID) |

Actualitzat el 31 de desembre de 2024

### Nombre de vegades
Fins a l'actualitat, i en l'era moderna (des de 1981), s'han fet 2.251 temptatives d'aquest castell entre 21 colles diferents i en 1.661 ocasions s'ha aconseguit descarregar. De la resta de vegades que s'ha provat, 216 cops s'ha carregat, 160 més ha quedat en intent i 214 vegades el castell s'ha desmuntat abans de ser carregat sense que caigués.
| Colla                             | Resultats globals | Resultats globals | Resultats globals | Resultats globals | Total | Resultats parcials | Resultats parcials | Resultats parcials |
| Colla                             | D                 | C                 | I                 | ID                | Total | Ass.               | No ass.            | Caig.              |
| --------------------------------- | ----------------- | ----------------- | ----------------- | ----------------- | ----- | ------------------ | ------------------ | ------------------ |
| Castellers de Vilafranca          | 386               | 22                | 18                | 28                | 454   | 408                | 46                 | 40                 |
| Minyons de Terrassa               | 339               | 14                | 12                | 8                 | 373   | 353                | 20                 | 26                 |
| Colla Vella dels Xiquets de Valls | 256               | 43                | 31                | 11                | 341   | 299                | 42                 | 74                 |
| Colla Joves Xiquets de Valls      | 224               | 36                | 20                | 31                | 311   | 260                | 51                 | 56                 |
| Colla Jove Xiquets de Tarragona   | 177               | 24                | 18                | 11                | 230   | 201                | 29                 | 42                 |
| Capgrossos de Mataró              | 133               | 10                | 4                 | 14                | 161   | 143                | 18                 | 14                 |
| Xiquets de Tarragona              | 64                | 14                | 15                | 27                | 120   | 78                 | 42                 | 29                 |
| Castellers de Sants               | 60                | 10                | 1                 | 13                | 84    | 70                 | 14                 | 11                 |
| Castellers de Barcelona           | 43                | 13                | 22                | 24                | 102   | 56                 | 46                 | 35                 |
| Castellers de la Vila de Gràcia   | 18                | 4                 | 6                 | 19                | 47    | 22                 | 25                 | 10                 |
| Xiquets de Reus                   | 18                | 4                 | 4                 | 8                 | 34    | 22                 | 12                 | 8                  |
| Castellers de Sabadell            | 11                | 7                 | 2                 | 5                 | 25    | 18                 | 7                  | 9                  |
| Moixiganguers d'Igualada          | 7                 | 2                 | 1                 | 3                 | 13    | 9                  | 4                  | 3                  |
| Marrecs de Salt                   | 3                 | 2                 | 1                 | 6                 | 12    | 5                  | 7                  | 3                  |
| Nens del Vendrell                 | 2                 | 3                 | 0                 | 1                 | 6     | 5                  | 1                  | 3                  |
| Bordegassos de Vilanova           | 2                 | 3                 | 2                 | 12                | 19    | 5                  | 14                 | 5                  |
| Castellers de Sant Cugat          | 1                 | 3                 | 0                 | 0                 | 4     | 4                  | 0                  | 3                  |
| Xicots de Vilafranca              | 1                 | 3                 | 4                 | 1                 | 9     | 4                  | 5                  | 7                  |
| Xiquets de Hangzhou               | 1                 | 0                 | 0                 | 0                 | 1     | 1                  | 0                  | 0                  |
| Castellers de Terrassa            | 0                 | 1                 | 0                 | 0                 | 1     | 1                  | 0                  | 1                  |
| Castellers de Lleida              | 0                 | 0                 | 1                 | 1                 | 2     | 0                  | 2                  | 1                  |
| Total                             | 1746              | 218               | 162               | 223               | 2349  | 1964               | 385                | 380                |
| Percentatge                       | 74,3%             | 9,3%              | 6,9%              | 9,5%              | 100%  | 83,6%              | 16,4%              | 16,2%              |